# جنوح سفينة أرماس 2008
جنوح سفينة أرماس، حادثة بحرية وقعت لسفينة أرماس بساحل مدينة طرفاية؛ إذ كانت تُستعمل كعبارة لنقل الأشخاص والبضائع ثلاث مرات أسبوعيا بين ميناء طرفاية وميناء بويرتو ديل روساريو بجزيرة فويرتيفنتورا إحدى جزر الخالدت جزر الكناري، وفي 30 أبريل سنة 2008 كانت الباخرة في طريقها إلى بويرتو ديل روساريو، وبعد قليل من مغادرتها لميناء طرفاية وبسبب حالة الطقس السيئة اصطدمت السفينة بصخرة فجنحت قرب الميناء وتوقفت وألغيت الرحلة، أُنقِذَ جميعُ الركاب وأفراد الطاقم من قبل الصيادين. يبلغ وزنها الإجمالي حوالي 6317 طنا، ومسجلة في سجلات جزيرة الأفوشور «باناما»، وتعود ملكيتها لشركة نافييرا أرماس.

## الموقع
تقع السفينة خارج مدينة طرفاية على النقطة البحرية 25.55ش – 01258 غ، في موضع منفتح على البحر بالكامل ومعرض بالكامل لعوامل الطقس والبحر والأمواج. وهي متموضعة في قاع البحر بكامل قعرها، على وضعية عمودية تقريبا على عمق 6.5 أمتار في حالة الجزر، 9 أمتار في حالة المد. تتموضع السفينة في الوضع السابق منذ تاريخ 30 أبريل 2008 وهي عرضة لتغيرات الطقس، مما يترتب عنه أضرار إضافية للسفينة، والتخمين في حدوث كارثة بيئية.

## تاريخ
صُنِعت سفينةُ أرماس سنة 1967م، وانطلقت أول رحلة لها بإتجاه مدينة طرفاية بتاريخ 12/12/2007 إلى حدود 30/04/2008.

منذ شهر ماي 2024 شرعت سفينة نرويجية في تفكيك بقايا سفينة ارماس ونقل مخلفاتها حيث يحتمل الانتهاء من نقلها كليا شهر شتنبر 2024.

## موقف السلطات المغربية من جنوح السفينة المستمر
عبرت السلطات المغربية لنظيرتها الإسبانية عن قلقها الكبير بخصوص استمرار جنوح السفينة الإسبانية «أرماس» برمال شاطئ مدينة طرفاية بالصحراء المغربية، لاسيما أن الأمر ينذر بحدوث كارثة بيئية بحكم ما تحتويه الباخرة الجانحة من أطنان من المواد البترولية وزيوت المحركات.

## الخلفية والأسباب
حسب تقرير قبطان السفينة بميناء طرفاية تعرضت السفينة عند خروجها من الميناء لرياح قوية دفعتها لمكان صخري نتج عنه ثقب بهيكل السفينة للجهة اليسرى الخلفية، مما اضطر معه قبطان السفينة ليقوم بعملية جنوح تلقائي تفاديا للغرق وحفاظا على الأرواح الذين كانوا على متن السفينة وعددهم 114 مسافر.
كانت رحلة هذه السفينة من طرفاية إلى فونتي فينتورا على مسافة ستون ميلا بحريا (حوالي 100 كلم).
. 